# Huis clos

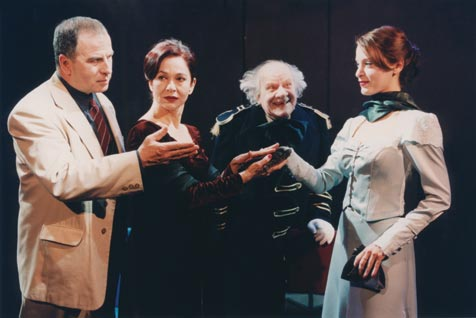
Kostas Triantafyllopoulos (Garcin), Smaragda Smyrnaiou (Inès), Giorgos Velentzas (Valet) and Maria Protopappa (Estelle) in Jean-Paul Sartre's "No Exit". (Athens, 2002)

Huis clos (em português: Entre quatro paredes) é uma peça teatral de Jean-Paul Sartre, escrita em 1944. Marcada pelo existencialismo do autor, é conhecida pela frase mundialmente famosa "O inferno são os outros", dita pelo personagem Garcin.

## Histórico
A peça, em um ato, foi escrita ainda durante a Segunda Guerra Mundial. Sartre atendeu a um pedido do editor Marc Barbézat e, devido às dificuldades do período, restringiu os elementos cênicos. Assim, o drama é representado por apenas três atores, num único cenário. Com isso, reduziu o orçamento e facilitou a sua apresentação em turnês.
Sartre vinha de uma peça de forte cunho político, As Moscas (1943). Também acabara de conhecer Albert Camus, a quem convidou para interpretar o papel de Garcin. O filósofo argelino chegou a participar de alguns ensaios, mas acabou desistindo de interpretar o texto.
Huis Clos estreou em 1944 no Théâtre du Vieux Colombier, em Paris.

### No Brasil
A primeira montagem de Entre quatro paredes no Brasil foi encenada por Adolfo Celi. A peça estreou em 24 de janeiro de 1950, no Teatro Brasileiro de Comédia. O elenco era formado por Sérgio Cardoso (Garcin), Cacilda Becker (Inês) e Nydia Licia (Estela), além de Carlos Vergueiro como o criado.
Às vésperas da estreia, o espetáculo foi censurado, devido às pressões do Partido Comunista Brasileiro e da Igreja Católica. O veto só foi superado após debates com intelectuais e uma autorização expressa dos confessores para que os atores interpretassem seus papeis.
Celi voltaria a dirigir a peça em 1956, com Paulo Autran, Tônia Carrero e Margarida Rey.

## Sinopse
Os três personagens morreram e chegam ao inferno. Este, porém, não tem demônios nem fornalhas como na tradição cristã. É apenas um quarto fechado onde os três se veem condenados a conviver uns com os outros.
Garcin, um escritor, queria ser um herói mas foi covarde. Ele teme que as suas duas companheiras de danação descubram sua covardia. Estelle é uma burguesa fútil que assassinou o bebê que teve com seu amante, e foge da própria culpa responsabilizando o destino. Inês, homossexual, funcionária dos correios, é agressiva e procura reforçar o sofrimento dos outros.
Confinados numa sala, sem espelhos, os três são obrigados a se ver através dos olhos dos outros. Inês tenta conquistar Estelle, que, por sua vez, mostra interesse por Garcin. Inês joga um contra o outro, forçando-os a exibir as suas faltas. À medida que a convivência se torna insuportável, Estelle tenta matar Inês, que apenas ri, pois já está morta. Garcin tenta se vingar amando Estelle diante de Inês.
Expostos em suas falhas, os três acabam chegando à conclusão formulada finalmente por Garcin: o inferno são os outros.